# Mormentelos
Mormentelos (llamada oficialmente Nosa Señora da O de Mormentelos) es una parroquia y un lugar del municipio español de Villarino de Conso, en la provincia de Orense, Galicia.

## Toponimia
La parroquia también es conocida por el nombre de Nuestra Señora de la O de Mormentelos.

## Organización territorial
La parroquia está formada por tres entidades de población, constando una de ellas en el nomenclátor del Instituto Nacional de Estadística español:
- A Aldea
- Mormentelos
- A Eirexa (Barrio da Eirexa)

## Demografía
Gráfica demográfica del lugar y parroquia de Mormentelos según el INE español:
| Gráfica de evolución demográfica de Mormentelos entre 2000 y 2023 |
|                                                                   |
| Datos según el nomenclátor publicado por el INE.                  |